# フィクサー (1968年の映画)
『フィクサー』（The Fixer）は、1968年に公開されたアメリカ合衆国の映画。1911年、ウクライナ人少年の殺害犯としてロシア系ユダヤ人が逮捕された「ベイリス事件」を題材としたバーナード・マラマッドによる小説を基にした作品で、その事件の背景にある「血の中傷」を強く告発した作品でもある。監督はジョン・フランケンハイマー。主演のアラン・ベイツは本作によって、第41回アカデミー賞で主演男優賞にノミネートされた。

## キャスト
※括弧内は日本語吹替（初回放送1973年2月5日『月曜ロードショー』）
- ヤコフ：アラン・ベイツ（山本勝）
- ボリス：ダーク・ボガード
- マルファ：ジョージア・ブラウン
- レベデフ：ヒュー・グリフィス
- ジナイーダ：エリザベス・ハートマン
- I.・N・グルベショフ：イアン・ホルム
- ラトケス：デイヴィッド・オパトシュ
- オドエフスキー：デビッド・ワーナー
- RaislBok：キャロル・ホワイト